# Thor Delta E
Thor Delta E – amerykańska rakieta nośna z rodziny Thor Delta. Istniały jej dwa warianty: E (6 startów) i E1 (17 startów). Obydwie wersje wykorzystywały centralny człon i dopalacze na paliwo stałe te same co w rakiecie Thor Delta D. Nowością był nowy człon drugi oraz przestrzeń ładunkowa, wzięta z członu Agena.

## Wariant E
Podstawowa konstrukcja, startowała 6 razy.
1. 6 listopada 1965, 18:38 GMT; s/n Delta 34; miejsce startu: Cape Canaveral Air Force Station (LC-17A), USA
Ładunek: Explorer 29; Uwagi: start udany
2. 16 grudnia 1965, 07:31 GMT; s/n Delta 35; miejsce startu: CCAFS (LC-17A), USA
Ładunek: Pioneer 6; Uwagi: start udany
3. 28 lutego 1966, 13:58 GMT; s/n Delta 37; miejsce startu: CCAFS (LC-17B), USA
Ładunek: ESSA 2; Uwagi: start udany
4. 2 października 1966, 10:39 GMT; s/n Delta 41; miejsce startu: Vandenberg Air Force Base (LC-2E), USA
Ładunek: ESSA 3; Uwagi: start udany
5. 26 stycznia 1967, 17:31 GMT; s/n Delta 45; miejsce startu: VAFB (LC-2E), USA
Ładunek: ESSA 4; Uwagi: start udany
6. 20 kwietnia 1967, 11:21 GMT; s/n Delta 48; miejsce startu: VAFB (LC-2E), USA
Ładunek: ESSA 5; Uwagi: start udany

## Wariant E1
Wariant ze zmienionym ostatnim członem. Startował aż 17 razy.
1. 1 lipca 1966, 16:02 GMT; s/n Delta 39; miejsce startu: CCAFS (LC-17A), USA
Ładunek: Explorer 33; Uwagi: start udany
2. 17 sierpnia 1966, 15:20 GMT; s/n Delta 40; miejsce startu: CCAFS (LC-17A), USA
Ładunek: Pioneer 7; Uwagi: start udany
3. 26 października 1966, 23:05 GMT; s/n Delta 42; miejsce startu: CCAFS (LC-17B), USA
Ładunek: Intelsat 2 F-1; Uwagi: start częściowo udany – brak zapłonu członu trzeciego
4. 11 stycznia 1967, 01:55 GMT; s/n Delta 44; miejsce startu: CCAFS (LC-17B), USA
Ładunek: Intelsat 2 F-2; Uwagi: start udany
5. 23 marca 1967, 01:30 GMT; s/n Delta 47; miejsce startu: CCAFS (LC-17B), USA
Ładunek: Intelsat 2 F-3; Uwagi: start udany
6. 24 maja 1967, 14:05 GMT; s/n Delta 49; miejsce startu: VAFB (LC-2E), USA
Ładunek: Explorer 34; Uwagi: start udany
7. 19 lipca 1967, 14:19 GMT; s/n Delta 50; miejsce startu: CCAFS (LC-17B), USA
Ładunek: Explorer 35; Uwagi: start udany
8. 28 września 1967, 00:45 GMT; s/n Delta 52; miejsce startu: CCAFS (LC-17B), USA
Ładunek: Intelsat 2 F-4; Uwagi: start udany
9. 10 listopada 1967, 17:53 GMT; s/n Delta 54; miejsce startu: VAFB (LC-2E), USA
Ładunek: ESSA 6; Uwagi: start udany
10. 13 grudnia 1967, 14:08 GMT; s/n Delta 55; miejsce startu: CCAFS (LC-17B), USA
Ładunek: Pioneer 8, TTS 1; Uwagi: start udany
11. 11 stycznia 1968, 16:16 GMT; s/n Delta 56; miejsce startu: VAFB (LC-2E), USA
Ładunek: Explorer 36; Uwagi: start udany
12. 8 listopada 1968, 09:46 GMT; s/n Delta 60; miejsce startu: CCAFS (LC-17B), USA
Ładunek: Pioneer 9, TTS 2; Uwagi: start udany
13. 5 grudnia 1968, 18:55 GMT; s/n Delta 61; miejsce startu: CCAFS (LC-17B), USA
Ładunek: HEOS 1; Uwagi: start udany
14. 30 stycznia 1969, 06:46 GMT; s/n Delta 65; miejsce startu: VAFB (LC-2E), USA
Ładunek: Isis 1; Uwagi: start udany
15. 26 lutego 1969, 07:47 GMT; s/n Delta 67; miejsce startu: CCAFS (LC-17B), USA
Ładunek: ESSA 9; Uwagi: start udany
16. 21 czerwca 1969, 08:47 GMT; s/n Delta 68; miejsce startu: VAFB (LC-2W), USA
Ładunek: Explorer 41; Uwagi: start udany
17. 1 kwietnia 1971, 02:57 GMT; s/n Delta 84; miejsce startu: VAFB (LC-2E), USA
Ładunek: Isis 2; Uwagi: start udany